# Ulen (Indiana)
Ulen és una població dels Estats Units a l'estat d'Indiana. Segons el cens del 2000 tenia 123 habitants.

## Demografia
Segons el cens del 2000, Ulen tenia 123 habitants, 48 habitatges, i 39 famílies. La densitat de població era de 791,5 habitants/km².
Dels 48 habitatges en un 25% hi vivien nens de menys de 18 anys, en un 79,2% hi vivien parelles casades, en un 2,1% dones solteres, i en un 16,7% no eren unitats familiars. En el 14,6% dels habitatges hi vivien persones soles el 6,3% de les quals corresponia a persones de 65 anys o més que vivien soles. El nombre mitjà de persones vivint en cada habitatge era de 2,56 i el nombre mitjà de persones que vivien en cada família era de 2,85.
Per edats la població es repartia de la següent manera: un 22,8% tenia menys de 18 anys, un 5,7% entre 18 i 24, un 13,8% entre 25 i 44, un 31,7% de 45 a 60 i un 26% 65 anys o més.
L'edat mediana era de 50 anys. Per cada 100 dones de 18 o més anys hi havia 90 homes.
La renda mediana per habitatge era de 57.083 $ i la renda mediana per família de 56.667 $. Els homes tenien una renda mediana de 0 $ mentre que les dones 51.250 $. La renda per capita de la població era de 41.557 $. Cap de les famílies estaven per davall del llindar de pobresa.

## Poblacions més properes
El següent diagrama mostra les poblacions més properes.